# Alió
Alió és un municipi de la comarca de l'Alt Camp. Aquest municipi s'estén al bell mig de la plana, a llevant de la ciutat de Valls, el Pla de Santa Maria, formant gairebé un triangle travessat en direcció oest-est per la carretera de Valls al Vendrell, al llarg de la qual s'estén el poble, únic nucli urbà del municipi. Limita al nord amb el terme de Vila-rodona (per on passa modernament l'autopista de Barcelona a Lleida i Madrid) i el Pla de Cabra, a l'oest, amb el de Valls i al sud amb el de Bràfim i Puigpelat a 263 metres sobre el nivell del mar. Ha estat tradicionalment una població eminentment agrícola i conserva encara el seu caràcter tradicional.

## El poble
El poble d'Alió és al centre del terme, a la vora de la confluència dels barrancs de La Coma i de la Fonollera de Cabra, la carretera comarcal. El nucli antic és centrat per la plaça on hi ha l'església parroquial de Sant Bartomeu, notable edifici barroc neoclassicitzant, beneït el 1769, amb un esvelt campanar de planta quadrada, coronat per un pis vuitavat i una torrella inacabada; l'interior és format per una gran nau, amb volta de llunetes i capelles laterals entre els contraforts. Té com a eixos principals el carrer Major i el carrer de la Muralla. La Cooperativa Agrícola (fundada el 1909) té un celler edificat el 1911 i ampliat el 1917 per Cèsar Martinell. N'era fill el polític liberal Antoni Escoda (segle xix), col·laborador i amic del general Prim.

## Geografia
- Llista de topònims d'Alió (Orografia: muntanyes, serres, collades, indrets..; hidrografia: rius, fonts...; edificis: cases, masies, esglésies, etc).

Quasi tot el territori és ocupat pels conreus i pràcticament tota la superfície conreada és dedicada al secà.

## Història
El lloc fou donat a poblar el 5 de gener de 1171 per l'arquebisbe de Tarragona Guillem de Torroja, que es reservava els delmes, a Ponç de Bruguera, que l'havia de tenir en feu de l'Església de Tarragona. Tot i que el document diu literalment "locus illum cui nomen impossimus Alio, ut facias ibi populationem." sembla que el terme ja es trobava poblat, amb més o menys intensitat, ja que la butlla de 1154 esmenta l'ecclesiam de Alio. Alió havia estat bastit damunt les restes d'una antiga vil·la romana. El 1205 Ponç d'Alió, fill de Ponç de Bruguera, establí un conveni amb els hospitalers de Vallmoll. El mateix Ponç d'Alió va vendre el 1207 per 2.000 sous la meitat del lloc i dels delmes a l'arquebisbe Ramon de Rocabertí i al paborde Ramon de Sant Llorenç, els quals el 1207 compraren l'altra meitat del terme a Ermessenda d'Alió, vídua de Ponç de Bruguera. El 1211 l'arquebisbe cedí la seva part al paborde i capítol de Tarragona. La possessió del lloc per les autoritats eclesiàstiques s'arrodoní el 1212 el 1212 quan Pere I els cedí tots els drets i les jurisdiccions que damunt el terme. De les transaccions jurisdiccions n'hauria quedat exclòs el castell d'Alió, que passà després als comtes de Peralada. El poble fou emmurallat, com constata la persistència del carrer de la Muralla. El 1346 Alió es negà a pagar l'impost reial i els veguers obriren un procés per via d'apremi; els veïns demanaren ajuda al paborde, que ordenà al batlle de la Selva que anés en ajuda d'Alió. El batlle enarborà la bandera i cridà els veïns a seguir-lo. Sembla, però, que la cosa no passà d'aquí i que s'avingueren, els d'Alió, a pagar.

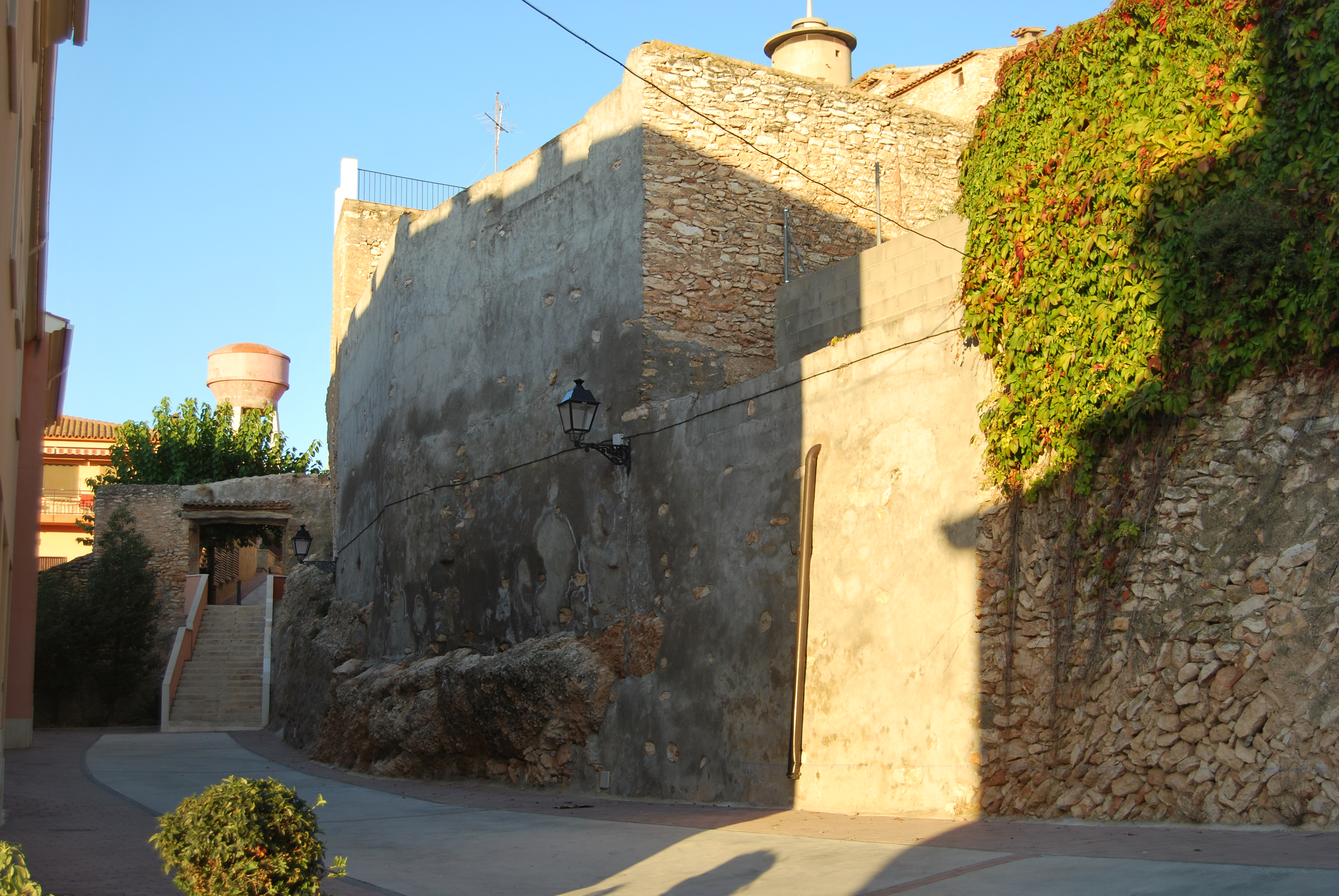
Carrer amb fragments de l'antiga muralla

Alió tenia 16 focs el 1339, 33 el 1365 i el 1392, 21 el 1413, 33 el 1553 i 32 el 1563, d'on es desprèn que no resultà afectat per les pestes del segle xiv, però que després la seva població reculà i restà estabilitzada més d'un segle. El 1410, quan Pero de Luna suprimí la pabordia tarragonina, els delmes i les jurisdiccions d'Alió passaren al canonge infermer. Com la majoria dels pobles del Camp formà part de la Comuna en la qual consta ja com a membre integrant el 1330. El 1391 Joan I vengué a l'arquebisbe Ènnec de Vallterra tots els drets que damunt Alió conservava la monarquia. Als primers temps, la parròquia de Sant Bartomeu era una vicaria mitral proveïda pel rector de Valls, però aviat obtingué la independència i prengué importància com ho demostra el fet que el 1579 l'arquebisbe Antoni Agustí en fes sufragània seva la de Puigpelat, que fins aquell moment havia depès de la de Vallmoll. Resulta curiós, però, que al fogatge de 1553 no tingui encara cap capellà.
Alió, que 1710 es ratificà encara a favor del rei-arxiduc Carles III, experimentà un notable creixement al llarg del segle xviii, el 1708 constava amb 70 cases, amb 53 el 1763 i 65 el 1773, però amb 139 habitants el 1717 i 569, entre els quals un inquisidor, el 1787, el creixement demogràfic degué anar aparellat a l'econòmic, tot i la migradesa del terme, que el 1708 tenia un tomb de dues hores, com ho demostra la construcció de l'església neoclàssica de Sant Bartomeu. El poble resulta amb la seva agricultura molt delmada el 1794 per una forta pedregada, encara que el mateix any participà en la reunió corregimental per crear els miquelets per a la guerra contra la República Francesa.
Va formar part de la Vegueria de Tarragona fins al 1716. Després va passar a formar part del Corregiment de Tarragona des del 1716 fins al 1833.

## Pèrdua d'habitants

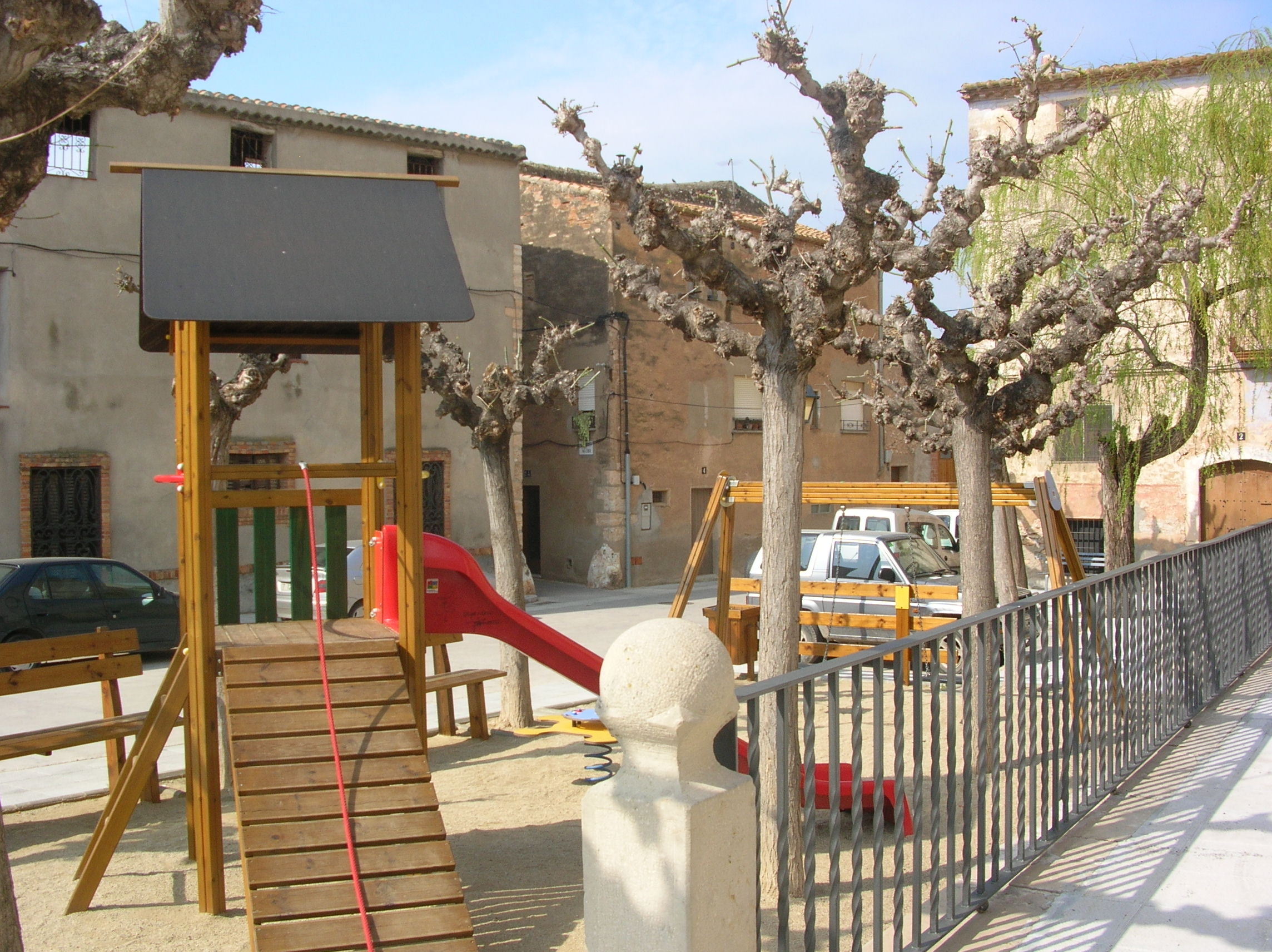
Plaça de l'església

Alió perdé habitants entre el final del segle xviii i el primer quart del XIX (en el cens de 1830 n'hi consten només 384). El 1860 aconseguí la màxima xifra demogràfica amb 741 habitants. Per caure de nou a 610 el 1877 i remuntar fins a 610 el 1877 i remuntar fins a 724 el 1897; de tota manera l'embat de la fil·loxera el marcaria ja de forma ineludible. El 1900 tenia tan sols 690 hab. i va anar baixant a 588 el 1920, 493 el 1940, 363 el 1970 i 331 h. el 1981, any en què s'estabilitzà i va començar a créixer de manera lenta fins als 432 hab. de 2014. A mitjan segle xix produïa vi, oli, blat i llegums; entre totes les collites es destacava la primera, que donava a tres fàbriques d'aiguardent que comercialitzaven els seus productes a través de Tarragona i Valls.

## Dades econòmiques
El 1970 la seva renda anual mitjana per capita era de 12.643 pessetes (75,99 euros).
El 1983 el terme municipal d'Alió comptava amb unes 34 explotacions agràries d'entre 0 i 5 hectàrees, unes 66 d'entre 5 i 50 hectàrees i 1 explotació d'entre 50 i 200 hectàrees.

## Demografia

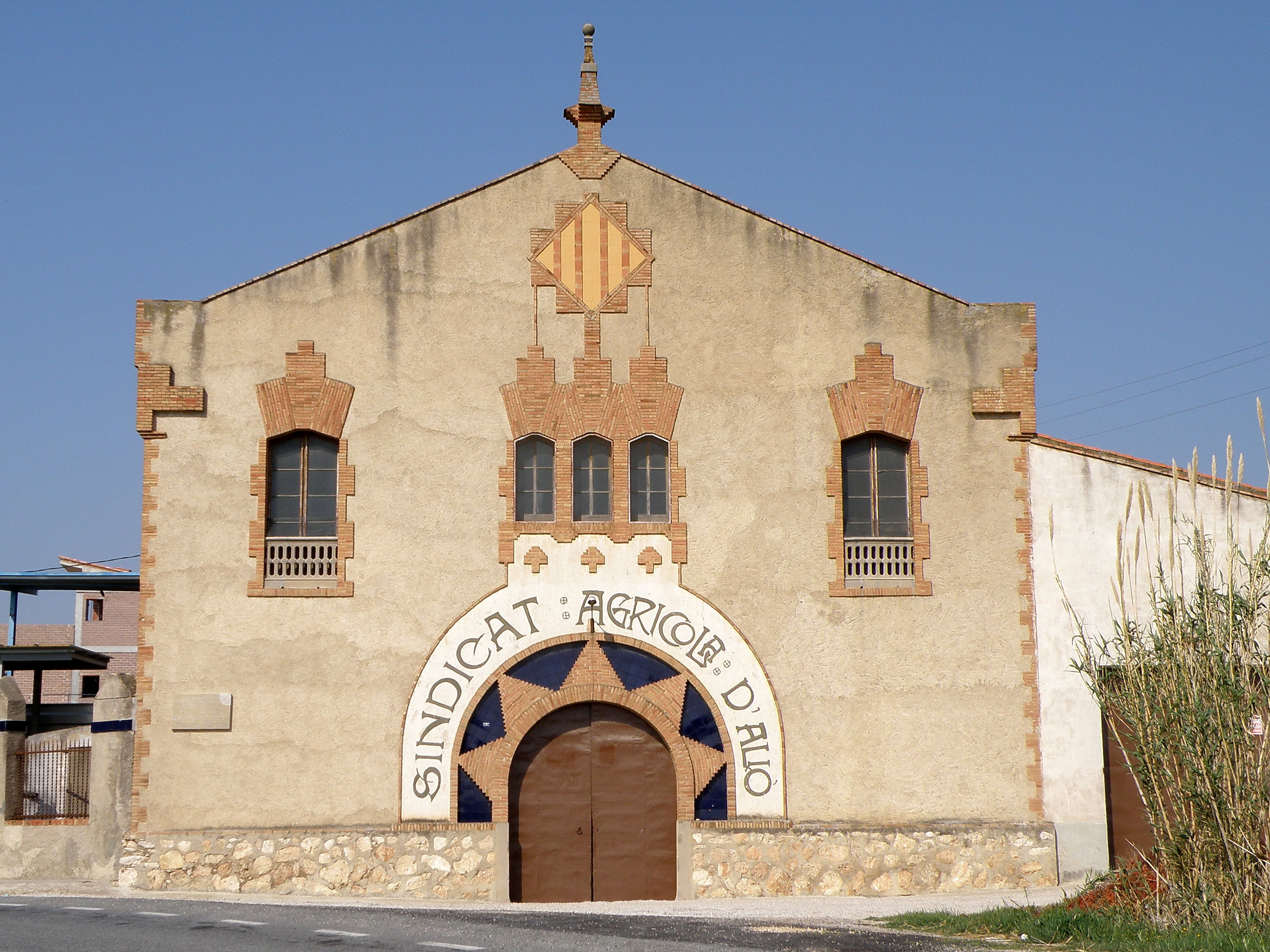
Sindicat agrícola d'Alió

| 1497 f | 1515 f | 1553 f | 1717 | 1787 | 1857 | 1877 | 1887 | 1900 | 1910 |
| ------ | ------ | ------ | ---- | ---- | ---- | ---- | ---- | ---- | ---- |
| 17     | 17     | 33     | 139  | 569  | 709  | 610  | 690  | 690  | 636  |

| 1920 | 1930 | 1940 | 1950 | 1960 | 1970 | 1981 | 1990 | 1992 | 1994 |
| ---- | ---- | ---- | ---- | ---- | ---- | ---- | ---- | ---- | ---- |
| 588  | 506  | 493  | 492  | 478  | 363  | 331  | 348  | 342  | 342  |

| 1996 | 1998 | 2000 | 2002 | 2004 | 2006 | 2008 | 2010 | 2012 | 2014 |
| ---- | ---- | ---- | ---- | ---- | ---- | ---- | ---- | ---- | ---- |
| 339  | 355  | 372  | 382  | 391  | 376  | 379  | 386  | 394  | 432  |

| 2016 | 2018 | 2020 | 2022 | 2024 | 2026 | 2028 | 2030 | 2032 | 2034 |
| ---- | ---- | ---- | ---- | ---- | ---- | ---- | ---- | ---- | ---- |
| 405  | 426  | 458  | 496  | 504  | -    | -    | -    | -    | -    |

## Fills il·lustres
- Rosa Maria Ibarra i Ollé, política (b. 1969)
- Josep Fusté i Vallvé, polític i professor (b. 1964)

## Llocs d'interès
- Nucli urbà medieval, amb restes de murs de l'antiga vila d'Alió, declarades Bé Cultural d'Interès Nacional.
- Església de Sant Bartomeu, barroca i neoclàssica.
- Celler de la Cooperativa Agrícola d'Alió
- Hi ha diverses masies com la Masia del Capri,[2] el Mas de Barriac[3] o el Mas de Paller.[4]

## Govern i administració
Nombre de regidors per partit
| Junts                                                                  | -      | -  | - | -  | - | - | - | - | - | - | 7 | 5 |
| PSC                                                                    | -      | -  | - | -  | - | 3 | 2 | 4 | 4 | 4 | - | - |
| ERC                                                                    | -      | -  | - | -  | - | - | - | - | - | 1 | - | - |
| ECP                                                                    | -      | -  | - | -  | - | - | - | - | - | - | - | 2 |
| CiU                                                                    | -      | -  | 7 | -  | 7 | 4 | 5 | 3 | 3 | 2 | - | - |
| Altres                                                                 | 5a; 2b | 7c | - | 7c | - | - | - | - | - | - | - | - |
| Total                                                                  | 7      | 7  | 7 | 7  | 7 | 7 | 7 | 7 | 7 | 7 | 7 | 7 |
| a Democráticos de Alió; b Agrupació d'Electors; c Independents d'Alió; |        |    |   |    |   |   |   |   |   |   |   |   |